# Mehmed II Giray
Mehmed II Giray el Gordo (en tártaro de Crimea:  II Mehmed Geray, ٢ محمد كراى; Semin Mehmed Geray,  سمين محمد كراى; n. 1532-m. 1584) kan de Crimea entre 1577 y 1584. 

## Biografía

### Kalgay del kanato de Crimea
Mehmed (Mohamed) fue hijo y sucesor del kan Devlet I Giray, que le había nombrado kalgay en 1555, tras la muerte de su hermano mayor Ahmed Giray en la batalla de Sudbishche contra las tropas rusas de Iván el Terrible bajo el mando de Iván Sheremétev. Su apodo el Gordo (en tártaro de Crimea: Semin) se debe a su complexión obesa. Le faltaba la energía que caracterizó a su padre, su kalgay y su hermano Alp Giray conspiraba contra él y tuvo que hacer frente a la indisciplina de su hijo Murad.
Participó en las campañas de su padre contra Moscovia y la Mancomunidad de Polonia y Lituania y en esa ocasión fue dejado como regente en Crimea por su padre y acudió en su ayuda tras la batalla. En invierno de 1558 el kalgay Mehmed Giray a la cabeza de una gran horda tártara ha salido en campaña desde Perekop hacia las tierras del sur del Rus', pero los movimientos de las tropas rusas en la frontera han hecho que el hijo del kan renunciase a la invasión planeada. En primavera de 1563 los hijos del kan Mehmed y Adil Giray, a la cabeza del ejército de 10 mil soldados, realizaron una nueva inspección de las posesiones fronterizas de Moscovia, devastando Dedilovo y Riazán. En 1566 participó junto con las tropas del Imperio otomano en Hungría.
En 1570 Mehmed y Adil Giray a la cabeza de un gran ejército (50-60 mil soldados) realizaron una incursión a Riazán y Kashira. En 1571 y 1572 el kalgay Mehmed Geray junto con su padre participó en dos grandes campañas contra Moscovia. A finales del reinado de Devlet Giray, las diferencias entre los hermanos se agudizaron, de modo que Adil se instaló en Bolisarái, donde se refugió de su hermano. A su alrededor se reunieron los murzas nogayos descontentos con las políticas del kan. Solo en el lecho de muerte, Devlet consiguió reconciliar a los hermanos, fallecería el 29 de junio de 1577 a los 45 años. Al subir al trono, Mehmed nombró kalgay a su hermano Adil Giray para complacer a los clanes tártaros.

### Kan de Crimea
El mismo año de su coronación emprendió una campaña contra las tierras polaco-lituanas que devastó Volinia y solo se detuvo tras el pago de un rescate por parte del rey polaco. Se calcula que los tártaros, además del rescate, se llevaron 35.000 caballos, unos 40.000 cautivos y 50.000 cabezas de ganado. En verano de 1578, Murad III, en guerra con el Imperio safávida ordenó a su vasallo Mehmed que participara en la guerra dirigiendo una campaña en Transcaucasia. Mehmed se negó a participar, excusándose en que estaba enfermo, aunque envió una tropa de 20.000 tártaros bajo el mando de Adil Giray, Shakay Mubarek Giray y Gazy Giray. En su lugar, Mehmed envió a su hijo mayor Saadet Giray, pero retornó a Crimea al poco de salir. En noviembre el resto del ejército tártaro llegó a Shirván donde se unió al jefe militar otomano Özedemir oglu Osmán Pachá. Vencieron allí al ejército persa de 25.000 hombres del begliarbek Aras-kan Rumlu que asediaba Şamaxı. Las tropas turco-tártaras se desplazaron hacia el sur por la estepa de Mugán, destruyendo los asentamientos safávidas de la tribu rumlu en la región e hizo miles de prisioneros. Poco después acudió desde Karabaj a Shirván un ejército persa bajo el mando de Hamzy-mirza, que acudió en contra de los tártaros. El 28 de noviembre de 1578, en la batalla de Mollahasan junto al río Aksu, los tártaros eran derrotados por las fuerzas superiores persas. El kagay Adil Giray fue herido de lanza y hecho prisionero. Los persas recuperaron todo el botín capturado. En julio de 1579 Adil Giray fue ejecutado en Qazvín.
En verano de 1579, por orden del sultán otomano emprendió la segunda campaña contra la Persia safávida. El ejército de 100.000 tártaros se dirigió a Shirván y fue recibido con gran alegría por el comandante Özedemir oglu Osmán Pachá en Derbent. Gazy Giray, hermano menor del kan, venció a los persas en Bakú y a continuación volvió a saquear el área de Shirván, capturando botín y cautivos, clamando Mehmed venganza por la muerte de su hermano. En otoño, las fuerzas crimeas regresaron por decisión propia a Crimea, cargando su enorme botín y dejando prácticamente sola a la guarnición otomana de Derbent, solo dejó un pequeño destacamento bajo el mando de Gazy Giray. Los qizilbash, la unión de tribus caucásicas que apoyaban a los safávidas, no tardarían en recuperar el control de la región. La desobediencia del kan tártaro provocó la ira del sultán otomano y el descontento del gran visir.
Tras la muerte en cautiverio de Adil Giray, Mehmed nombró kalgay a su hijo mayor y favorito, Saadet Giray violando la tradición mongola que solía designar al hermano siguiente por edad. Por este motivo, Alp Giray quedó descontento con la designación pues deseaba el título para sí mismo. En sus pretensiones era apoyado por sus hermanos menores y por parte de los grandes beys tártaros. Mehmed Giray envió a su hermano a la cabeza de una nueva expedición a Persia, pero éste se negó. El kan, ante la negativa, planeó asesinar a su hermano, pero tanto éste como otro hermano menor, Seliamet Giray, huyeron de Crimea hacia Estambul, donde acudieron a presentar sus quejas sobre las acciones del kan ante el sultán. Sin embargo, fueron capturados al pasar el Dniéper por cosacos que los llevaron a Cherkasy. Los hijos cautivos del kan escribieron una carta al rey polaco Esteban I Báthory para que los dejara pasar a territorio turco o les proporcionara tropas con las que usurpar el trono crimeo. El kan Mehmed propuso que le entregaran a los rebeldes a cambio de 70.000 monedas de oro y 400 caftanes satinados. No obstante, los hermanos del kan lograron acudir a Estambul junto a una embajada polaca, consiguiendo el apoyo de la corte turca. A su vez el gran murza tártaro Alí Bey Shirina se rebelaba y se ponía de parte de Alp Giray. Ante esta situación, Mehmed tuvo que aceptar el regreso de sus dos hermanos a Crimea y se vio obligado a nombrar kalgay a Alp Giray. Saadet Giray, que perdió así su puesto como heredero, recibió el título de nureddin, creado para la ocasión y, por tanto, segundo heredero del kan. La creación de este título sucesorio fue validada por el sultán otomano poco después, y crearía, desde entonces frecuentes conflictos en la dinastía Giray.
En 1580 el ejército crimeo, bajo el mando de los hijos del kan Gazy Giray y Safa Giray, invadió y saqueó de nuevo Shirván, tras derrotar al ejército qizilbash bajo el mando del Salman-kan, beylerbek de Shirván. Gracias a los tártaros de Crimea el líder otomano Özedemir oglu Osmán Pachá salió de Derbent (donde dejó una guarnición) y ocupó Bakú. En Mollahasan de nuevo tuvo lugar una batalla decisiva entre las fuerzas tártaras y los qizilbash safávidas, tras la que los hijos del kan retrocedieron a Daguestán, del mismo modo que el ejército otomano retrocedía a Derbent ante el nuevo avance de Salman-kan con un gran ejército safávida.
La cuarta campaña de los tártaros en Transcaucasia tuvo lugar en la primavera de 1581. Los hijos del kan, junto a los otomanos invadieron la región de Shirván, pero fueron derrotados en un enfrentamiento entre Şamaxı y Şabran por el ejército persa bajo el mando del beylerbek Peyker-kan. Gaza Giray, que encabezaba el ataque, cayó prisionero.

### Desobediencia y caída de Mehmed II Giray
En verano de 1582 el sultán otomano Murad III exigió al kan de Crimea una nueva expedición al territorio safávida. Mehmed II Giray reunió en consejo a sus beys y murzas (myrzas), que se opusieron a una nueva campaña persa. A finales de 1583 llegó a Kefe, procedente de Shirván, Özedemir oglu Osmán Pachá con el ejército otomano con órdenes de arrestar al kan rebelde de Crimea y llevarlo a Estambul. El kan, intentó negociar con el dignatario otomano en Eski-Kyrym, pero Özedemir oglu Osmán Pachá se negó a acudir a la cita.
Poco después, en primavera de 1584 Mehmed reunió a 40.000 soldados y se dirigió a Kefe, asediando la ciudad. Alp Giray, enemistado con su hermano, se pasa al bando otomano y convence a Özedemir oglu Osmán Pachá, que le proclama kan, por propia iniciativa, afirmando que Mehmed pronto sería destronado. Sin embargo, y contra las expectativas de Alp, la mayoría de los beys permanecieron leales a Mehmed. No obstante, el mayor golpe lo recibió cuando su hasta entonces partidario muftí de Kefe se decidió en su contra. Mehmed fue destronado y en su lugar los otomanos colocaron a su hermano menor İslâm II Giray, que residía desde hacía tiempo en tierras turcas y que llegaba en ese momento a Kefe con tropas jenízaras. Islâm había sido derviche en un monasterio de Konya y esta acostumbrado a los gustos, la lengua y hábitos de los otomanos, lo que indica como la Sublime Puerta aprovechó la situación para hacer efectivo el protectorado sobre el kanato de Crimea, cuyo kan descendía en rango desde la segunda posición del imperio tras el Sultán a la misma altura del Gran Visir. A pesar de la decisión de Mehmed de resistir, los beys tártaros se aliaron con los otomanos y aceptaron a Islâm. Solo los murzas nogayos de la familia Mansur se mantuvieron fieles a Mehmed.
Habiendo perdido el apoyo de los principales y del ejército, el kan derrocado decidió buscar refugio en territorio nogayo intentando reunir nuevas fuerzas con las que continuar la lucha por el poder. Junto a sus hijos Saadet, Murad y Safa, saldría de bajo los muros de Kefe perseguido por los destacamentos tártaros de sus hermanos menores y los hijos de Alp, Seliamek y Mubarek Giray. Alrededor de Or-Kapu Mehmed fue alcanzado y ejecutado por su hermano, su kalgay, Alp Giray. El cuerpo del kan fue llevado a Crimea y enterrado en la türbe familiar de Eski-Yurt, en Bajchisarái, en la que también reposan su hermano Murad, su hijo Safa y los kanes Saadet II Giray y Mehmed III Giray, hijo y nieto de Mehmed II Giray.
Los hijos de Mehmed buscarían refugió en Moscovia, donde jugarían un papel en las políticas de influencia rusa en el Cáucaso y en el kanato de Crimea.